# Preston Ritter

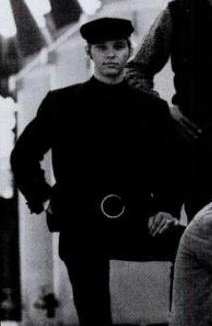

Preston James Ritter (n. 24 aprilie 1949 - d. 30 martie 2015) a fost un baterist, instructor de tobe și autor de metode de percuție. A cântat pe primul album al trupei The Electric Prunes și pe primele două hit single-uri ale formației fiind înlocuit, apoi, de bateristul inițial al grupului Michael Weakley în timpul înregistrării celui de-al doilea album.